# Clase letal
Clase letal (en inglés: Deadly Class) es una serie de televisión estadounidense de acción y drama basada en la novela gráfica homónima de Rick Remender y Wesley Craig. La serie se estrenó en Syfy el 16 de enero de 2019 y finalizó el 20 de marzo de 2019. Está protagonizada por Benedict Wong, Benjamin Wadsworth, Lana Condor, María Gabriela de Faría, Luke Tennie, Liam James y Michel Duval.
El 4 de junio de 2019, se anunció que la serie fue cancelada después de una temporada. Sin embargo, la serie se tratará de vender a otras cadenas.

## Sinopsis
La serie sigue a un adolescente sin hogar reclutado en una famosa escuela privada de élite donde las principales familias criminales del mundo envían a sus próximas generaciones. Mantener su código moral mientras sobrevive a un plan de estudios despiadado, grupos sociales atroces y sus propias incertidumbres adolescentes que pronto resultarán ser vital.

## Elenco

### Principal
- Benedict Wong como el Maestro Lin
- Benjamin Wadsworth como Marcus Lopez Arguello
- Lana Condor como Saya Kuroki
- María Gabriela de Faría como Maria Esperanza Salazar
- Luke Tennie como Willie
- Liam James como Billy Bennett
- Michel Duval como Chico
- Taylor Hickson como Petra

### Recurrente
- Tom Stevens como Chester «F*ckface» Wilson
- Juan Grey como Juan
- Jack Gillett como Lex
- Taylor Hickson como Petra
- Sean Depner como Viktor
- Siobhan Williams como Brandy Lynn
- Sam Jin Coates como Yukio
- Michael Mitton como Jaden
- Henry Rollins como Jürgen Denke
- Ryan Robbins como Rory
- Isaiah Lehtinen como Shabnam
- Erica Cerra como la Srta. De Luca
- Brian Posehn como Dwight Shandy
- Olivia Cheng como Madame Gao
- David Zayas como El Alma Del Diablo
- Kelcey Mawema como Gabrielle
- Sean Campbell como Gene
- Viva Lee como Nahia
- French Stewart como Scorpio Slasher
- Theresa Wong como Shu
- Christopher Heyerdahl como el Maestro Zane
- Victor Andrés Trelles Turgeon

### Invitado
- Ice-T como él mismo
- Chanelle Peloso

## Episodios
| N.º | Título                                               | Dirigido por       | Escrito por                                    | Fecha de emisión original | Código de prod. | Audiencia (millones) |
| --- | ---------------------------------------------------- | ------------------ | ---------------------------------------------- | ------------------------- | --------------- | -------------------- |
| 1 | «Reagan Youth»                                       | Lee Toland Krieger | Guión de: Rick Remender & Miles Orion Feldsott | 30 de diciembre de 2018   | 100             | 0.355                |
| En 1987, en San Francisco, Marcus, un adolescente sin hogar, lucha por sobrevivir e inesperadamente encuentra un propósito en su vida cuando es reclutado por Master Lin, el director de una academia de asesinos de élite llamada King's Dominion. Para aprobar sus clases, debe aprender las artes mortales, mientras trata con compañeros de escuela poco acogedores. |                                                      |                    |                                                |                           |                 |                      |
| 2 | «Noise, Noise, Noise» «Ruido, ruido, ruido»          | Adam Kane          | Rick Remender                                  | 23 de enero de 2019       | 101             | 0.438                |
| Sintiendo remordimiento por matar a Rory, Marcus comienza a integrarse socialmente en la escuela. Surgen más situaciones cuando se lleva a cabo una fiesta en la casa de Shabnam, con todos los estudiantes de la escuela invitados. Mientras tanto, cierto instructor lleno de emociones decide decirle al Maestro Lin que está listo para renunciar a la academia asesina. |                                                      |                    |                                                |                           |                 |                      |
| 3 | «Snake Pit» «Nido de víboras»                        | Adam Kane          | Krystal Houghton Ziv & Kevin Rodríguez         | 30 de enero de 2019       | 102             | 0.435                |
| Después de haberse acostado con Viktor, Petra una chica gótica que forma parte de las ratas, cree que solo fue una aventura de una noche. Pero Viktor la convence para que sea su cita en el baile de Sleep With the Fishes. En la semana de las novatadas, las ratas son sometidas a bromas pesadas como ratoneras en sus casilleros y ratas cocidas en la comida de su cafetería por los Soto Vatos, el Sindicato Kuroki, la Mafia Dixie, etc. En el baile, Petra va al baño acompañada por Viktor y descubre que una pandilla de chicas lideradas por Brandy, una neonazi racista desea destruirla, y junto con Viktor han estado jugando con ella. Marcus, Lex, Billy, Shabnam y Petra van al baile armados con dardos que contienen Mellow Yellow, un alucinógeno que hace que sus víctimas vean lo que más temen tras obligar a Petra a vestirse con un vestido, una peluca rubia y un mal maquillaje. Mientras tanto, previamente el instructor del laboratorio de venenos, Jürgen Denke intenta renunciar a su puesto en la escuela porque cree que el Dominio del Rey, con Lin como director, se había vuelto demasiado brutal con las ratas. Lin intenta negarse, luego lleva el caso de Denke a una autoridad superior, quien insiste en que Lin cumpla con la pena estándar que es asesinato para cualquiera que intente abandonar el Dominio del Rey. Más tarde, Denke envenena a Lin con cianuro de potasio en una copa de vino y ambos tienen una pelea, Denke apunala a Lin y este último casi estrangula a Denke hasta la muerte, sin embargo, se detiene. Al final del episodio un compañero de Saya, Yokio, del Sindicato Kuroki, regresa a su dormitorio para encontrar una caja llena de dinero y una foto de Saya dentro. |                                                      |                    |                                                |                           |                 |                      |
| 4 | «Mirror People» «Gente espejo»                       | Alexis Ostrander   | Miles Orion Feldsott                           | 6 de febrero de 2019      | 103             | 0.516                |
| Marcus, Saya, Chico, Petra, Viktor y Jaden están en detención por el Maestro Lin, los seis deciden ir a las Bóvedas de Valhalla donde contiene comida chatarra, y entre otras cosas. Mientras tanto, dos hombres enmascarados del Sindicato Kuroki están en busca de Saya, ambos hombres invaden la academia provocando la muerte de Jaden y el apuñalamiento casi mortal de Petra y Viktor. Los hombres enmascarados logran capturar a Saya, pero Marcus los sigue al restaurante chino que detrás de ella se encuentra la academia y está lleno de cadáveres. El Maestro Lin llega justo a tiempo, y después de una secuencia de lucha, Marcus y Saya logran matar a uno de los asesinos Kuroki enmascarados, que resulta ser el primo de Saya. Después, Marcus ve a Billy golpeado y ensangrentado después de un mal viaje a casa, donde fue atacado por su padre abusivo, Gene. Como resultado, Gene es también la razón por la que Billy terminó en el Dominio del Rey en primer lugar. Cuando Gene acumuló una deuda de juego de $1 millón con la mafia, ofreció un pago inusual: el servicio de su hijo como asesino de por vida. Pero Billy, preocupado por la seguridad de su madre y su hermano pequeño, finalmente ha tenido suficiente. Está listo para ir a Las Vegas para matar a su padre, y quiere que Marcus se una a él. Al otro día, el hombre gravemente quemado espera a los padres de Shabnam dentro de su casa. |                                                      |                    |                                                |                           |                 |                      |
| 5 | «Saudade»                                            | Adam Kane          | Rick Remender                                  | 13 de febrero de 2019     | 104             | 0.416                |
| Marcus, Saya, Maria, Willie y Billy hacen un viaje a Las Vegas en un viejo convertible para matar al padre de Billy. Todos excepto Billy toman ácido, pero Marcus toma 7 veces más que el resto. El padre de Billy muere en un accidente mientras pelea con Marcus y Billy. Marcus se encuentra con Chester en un ascensor, pero Chester siente que no se ha preparado lo suficiente para matar a Marcus con suficiente estilo. Chico interrumpe a Marcus y Maria besándose, golpea severamente a Marcus y finalmente es asesinado por Maria. |                                                      |                    |                                                |                           |                 |                      |
| 6 | «Stigmata Martyr»                                    | Paco Cabezas       | Maggie Bandur & Alex Ebel                      | 20 de febrero de 2019     | 105             | 0.365                |
| Los intentos del grupo de encubrir su participación en la muerte de Chico están en peligro por el comportamiento errático de María con su bipolaridad. El maestro Lin y su hermana Madame Gao se enfrentan por la forma correcta de dirigir la academia. Chester se prepara para debutar como un asesino en serie y prepara el escenario para una confrontación con Marcus. |                                                      |                    |                                                |                           |                 |                      |
| 7 | «Rise Above» «Superación»                            | Anthony Leonardi   | Dave Anthony & Hilliard Guess                  | 27 de febrero de 2019     | 106             | 0.355                |
| Marcus revela la amenaza de Chester y su relación a Saya, quien junto con Billy lo ayudan a localizar a Chester. María es obligada por la familia de Chico a perseguir a un sospechoso en su desaparición. Gao descubre el secreto mejor guardado de Lin. |                                                      |                    |                                                |                           |                 |                      |
| 8 | «The Clampdown» «La represión»                       | Ami Canaan Mann    | Rayna McClendon                                | 6 de marzo de 2019        | 107             | 0.372                |
| Lin instituye un encierro hasta que pueda determinar quién mató a Chico y Yukio. Las tensiones aumentan entre Kuroki y Soto Vatos, con Saya y Maria atrapadas en el medio. Mientras tanto, algunos de los estudiantes comienzan a explorar una alianza con Gao. |                                                      |                    |                                                |                           |                 |                      |
| 9 | «Kids of the Black Hole» «Niños del agujero negro»   | Wayne Yip          | Rick Remender & Miles Orion Feldsott           | 13 de marzo de 2019       | 108             | 0.368                |
| Marcus y sus amigos se preparan para llevar la batalla a Chester, y Marcus intenta por separado equilibrar sus sentimientos por Saya y Maria. Saya se ve obligada a elegir entre sus deberes para con Lin y su amor por Marcus. La lealtad de Willie a sus amigos se pone a prueba por sus ideales pacifistas. Lin implementa su plan para lidiar con Gao, pero ella demuestra estar un paso por delante de él. |                                                      |                    |                                                |                           |                 |                      |
| 10 | «Sink With California» «Hundirse junto a California» | Adam Kane          | Rick Remender                                  | 20 de marzo de 2019       | 109             | 0.340                |
| Marcus y sus amigos invaden el escondite de Chester y se encuentran en una batalla campal con su familia. En otra parte, Lin trabaja frenéticamente para mantener viva a su hija y adelantarse a las fuerzas de El Alma del Diablo. |                                                      |                    |                                                |                           |                 |                      |

1. ↑  El primer episodio fue estrenado en el sitio web oficial de Syfy, Syfy On Demand, Syfy Apps, Youtube, Twitter y Facebook el 20 de diciembre de 2018 y tuvo una vista previa en Syfy el 30 de diciembre de 2018.

- Los títulos de los episodios están extraídos de canciones punk rock de la década de 1980.

## Producción

### Desarrollo
El 21 de julio de 2016, se dio a conocer que los hermanos Joe y Anthony Russo harían una adaptación televisiva de la novela gráfica Deadly Class cocreada y escrita por Rick Remender. Remender, los hermanos Russo, Miles Feldsott y Mike Larocca son los productores ejecutivos y Adam Targum el showrunner. A fines de septiembre de 2017, se reportó que Syfy había dado la orden de que se produzca el episodio piloto de la serie. Meses después, se anunció que el piloto fue aceptado. A fines de mayo de 2018, se anunció que Mick Betancourt ejercería como productor ejecutivo y co-showrunner, reemplazando a Targum tras diferencias creativas.
El 6 de octubre de 2018, se anunció que la serie estaba programada para estrenarse el 16 de enero de 2019. El 4 de junio de 2019, se anunció que la serie fue cancelada después de una temporada. Sin embargo, la serie se tratará de vender a otras cadenas.

### Casting
El 9 de noviembre de 2017, se anunció que se unían al elenco principal Benedict Wong, Benjamin Wadsworth, Lana Condor, Michel Duval, María Gabriela de Faría, Luke Tennie, y Liam James, y aparecerán de forma recurrente Henry Rollins, Taylor Hickson, Siobhan Williams, Jack Gillett, Sean Depner y Ryan Robbins. El 28 de agosto de 2018, se anunció que Tom Stevens se había unido a la serie como un personaje recurrente interpretando a Chester «F*ckface» Wilson. El 6 de octubre de 2018, se confirmó que se habían unido al elenco Isaiah Lehtinen, Brian Posehn, Erica Cerra, French Stewart y Olivia Cheng. Además que el rapero y actor, Ice-T, hará un cameo especial.
El 19 de noviembre de 2018, se anunció que David Zayas y Kelcey Mawema habían sido elegidos para papeles recurrentes.

### Rodaje
El rodaje del piloto inició el 13 de noviembre y finalizó el 3 de diciembre de 2017 en Vancouver, Columbia Británica, Canadá. El resto de los episodios comenzaron a rodarse de agosto a diciembre de 2018.

## Lanzamiento

### Marketing
El 14 de mayo de 2018, se lanzó el primer teaser de la serie. Los miembros del elenco; Wadsworth, Condor, De Faría, Tennie, Wong, los co-creadores del cómic; Remender y Craig y los showrunners; Mick Betancourt y Miles Orion Feldsott se presentaron en el San Diego Comic-Con en julio de 2018, también se mostraron 15 minutos del episodio piloto y el tráiler oficial. El 6 de octubre de 2018, el primer episodio fue presentado junto a varios miembros del elenco y Remender en el New York Comic Con. Además, se presentó un teaser. El 5 de noviembre de 2018, se lanzó un segundo tráiler de la serie. El 20 de diciembre de 2018, el primer episodio fue publicado en Syfy On Demand, en el sitio web de Syfy y en las aplicaciones de Syfy hasta el 16 de enero, y a través de YouTube, Facebook y Twitter hasta el 1 de enero. El primer episodio fue proyectado en The Roxy Theatre del West Hollywood el 3 de enero de 2019.

### Distribución
En España, la serie fue estrenada el 17 de enero de 2019 en HBO España. En Latinoamérica, se estrenó el 17 de enero de 2019 en FX, y el 30 de enero se transmitió una emisión especial de los dos primeros episodios en FOX.

## Recepción

### Críticas
En Rotten Tomatoes, la serie posee un índice de aprobación de 64%, basado en 36 reseñas, con una calificación promedio de 6.15/10. En consenso crítico del sitio dice, «A pesar de la acción bien ejecutada y el astuto casting, Deadly Class se esfuerza por cumplir con la marca establecida por otras series de adolescentes marginados». En Metacritic, que utiliza un promedio ponderado, asignó a la serie una puntuación de 58 sobre 100 basada en 13 reseñas, indicando «críticas mixtas».

### Audiencias
| N.º | Título                   | Fecha de emisión        | ÍA (18–49) | Audiencia (millones) | DVR (18–49) | Audiencia DVR (millones) | Total (18–49) | Audiencia total (millones) |
| --- | ------------------------ | ----------------------- | ---------- | -------------------- | ----------- | ------------------------ | ------------- | -------------------------- |
| 1   | «Reagan Youth»           | 30 de diciembre de 2018 | 0.1        | 0.355                | —           | —                        | —             | —                          |
| 2   | «Noise, Noise, Noise»    | 23 de enero de 2019     | 0.1        | 0.438                | 0.3         | 0.62                     | 0.4           | 1.05                       |
| 3   | «Snake Pit»              | 30 de enero de 2019     | 0.2        | 0.435                | 0.2         | 0.69                     | 0.4           | 1.13                       |
| 4   | «Mirror People»          | 6 de febrero de 2019    | 0.2        | 0.516                | 0.2         | 0.55                     | 0.4           | 1.06                       |
| 5   | «Saudade»                | 13 de febrero de 2019   | 0.1        | 0.413                | 0.3         | 0.64                     | 0.4           | 1.06                       |
| 6   | «Stigmata Martyr»        | 20 de febrero de 2019   | 0.1        | 0.365                | 0.3         | 0.58                     | 0.4           | 0.95                       |
| 7   | «Rise Above»             | 27 de febrero de 2019   | 0.1        | 0.355                | 0.3         | 0.54                     | 0.4           | 0.90                       |
| 8   | «The Clampdown»          | 6 de marzo de 2019      | 0.1        | 0.372                | 0.2         | 0.49                     | 0.3           | 0.87                       |
| 9   | «Kids of the Black Hole» | 13 de marzo de 2019     | 0.1        | 0.368                | —           | —                        | —             | —                          |
| 10  | «Sink With California»   | 20 de marzo de 2019     | 0.1        | 0.340                | —           | —                        | —             | —                          |